# David Alan Basche
David Alan Basche est un acteur américain né le 25 août 1968 à Hartford, Connecticut (États-Unis).

## Filmographie
- 1956 : As the World Turns (série télévisée) : Officer Tate (1997)
- 1998 : New York, police judiciaire : Jack McKinney (saison 9, épisode 5)
- 1999 : Père malgré tout ("Oh, Grow Up") (série télévisée) : Norris Michelsky
- 2002 : Hourly Rates : Ritchie
- 2002 : Full Frontal de Steven Soderbergh : Nicholas' Agent
- 2004 : Mr. Ed (TV) : Wilbur Pope
- 2004 : Bandwagon de Karri Bowman : David
- 2004 : Carry Me Home (TV) : Bernard
- 2005 : Play Dates (TV) : Jake
- 2005 : La Guerre des mondes (War of the Worlds) de Steven Spielberg : Tim
- 2005 : Crazylove d'Ellie Kanner (en) : Paul
- 2006 : Schooled de Brooks Elms : Cool High School Drama Teacher
- 2006 : First Time Caller : Dale Sweeney
- 2006 : Shut Up and Sing : Steven
- 2006 : Vol 93 (United 93) de Paul Greengrass : Todd Beamer
- 2006 : New York, section criminelle : Jay Kendall (saison 5, épisode 14)
- 2006 : New York, police judiciaire : avocat Tepper (saison 17, épisode 10)
- 2008 -... : Lipstick Jungle : Les Reines de Manhattan (série télévisée) : Mike Harness
- 2009 : New York, police judiciaire : Kevin Franklin (saison 20, épisode 1)
- 2010 : New York, unité spéciale : Michael Gallagher (saison 11, épisode 14)
- 2011 : New York, section criminelle : David Kellen (saison 10, épisode 4)
- 2011 : L'Agence (The Adjustment Bureau) de George Nolfi : Assistant de Thompson no 1
- 2011 : Real Steel de Shawn Levy : Commentateur ESPN
- 2017 : Sidney Hall de Shawn Christensen :
- 2024 : Un parfait inconnu (A Complete Unknown) de James Mangold : John Hammond
- 2025 : New York, unité spéciale : Frank Bailey (saison 26, épisode 11)